# Édouard Vaillant
Édouard Marie Vaillant, född 26 januari 1840 i Vierzon, död 18 december 1915 i Paris, var en fransk politiker och kommunard.
Vaillant studerade naturvetenskap, teknologi och medicin samt blev filosofie och medicine doktor och anslöt sig under en studievistelse i Heidelberg till Första internationalen, deltog i Lausannekongressen 1867, återvände vid fransk-tyska krigets utbrott 1870 till hemlandet och ingick i nationalgardet. Under Paris belägring spridde han ivrigt kommunismens läror bland befolkningen, blev 26 mars 1871 medlem av Pariskommunen och insattes den 30 mars i dess exekutivkommission. Han blev den 21 april Pariskommunens undervisningsminister. 
Vaillant, som bland annat hade på sitt samvete ytterst våldsamma maningar i "L'Officiel" till "tyrannmord", flydde efter Pariskommunens fall i maj 1871 till London och dömdes 1872 in contumaciam till döden som medbrottslig i de mord på gisslan Pariskommunen förövat. Efter amnestin 1880 återkom han till Paris och återupptog där genast sin revolutionära propaganda, bland annat i den av honom och Louis Auguste Blanqui utgivna tidningen "Ni Dieu ni maître". 
Vaillant valdes 1884 till ledamot av municipalrådet och föreslog där bland annat konfiskering av obebodda våningar för hemlösa medborgares räkning samt uppläggning av fonder för understöd åt arbetslösa. Han bekämpade livligt boulangismen, ledde från 1888 socialisttidningen "L'homme libre", sökte 1888 och 1889 förgäves bli vald till deputerad, men valdes 1893 i en Parisvalkrets, som han sedan representerade till sin död. 
I parlamentet uppträdde Vaillant i allmänhet ganska moderat och tog mest till orda i frågor om hygien och arbetarskydd. Han vann en aktad ställning i de många utskott han tillhörde och var som kammarens äldste socialist flera gånger sitt partis demonstrationskandidat till posterna som kammarens och republikens president. Kammarpresidenten Paul Deschanel ägnade den 21 december 1915 den gamle kommunardens minne en varm hyllning för hans idealistiska övertygelsetrohet.